# Poggio S. Maria
Poggio S. Maria este o arie protejată (arie specială de conservare — SAC, sit de importanță comunitară — SCI) din Italia întinsă pe o suprafață de 807 ha, integral pe uscat.

## Localizare
Centrul sitului Poggio S. Maria este situat la coordonatele 37°38′47″N 14°48′19″E / 37.64626°N 14.805235°E.

## Înființare
Situl Poggio S. Maria a fost declarat sit de importanță comunitară în septembrie 1995 pentru a proteja 2 specii de animale. Situl a fost protejat și ca arie specială de conservare în decembrie 2015.

## Biodiversitate
Situată în ecoregiunea mediteraneană, aria protejată conține 9 habitate naturale: Salicornia și alte specii anuale care populează regiunile mlăștinoase și nisipoase, Tufărișuri termo-mediteraneene și de pre-deșert, Păduri de stejar alb estice, Lacuri eutrofice naturale cu vegetație de tip Magnopotamion sau Hydrocharition, Pseudostepă cu ierburi și specii anuale de Thero-Brachypodietea, Galerii și tufărișuri riverane sudice (Nerio-Tamaricetea și Securinegion tinctoriae), Tufărișuri halo-nitrofile (Pegano-Salsoletea), Râuri mediteraneene cu debit permanent cu specii de Paspalo-Agrostidion și galerii riverane de Salix și de Populus alba, Râuri mediteraneene cu debit intermitent, cu specii de Paspalo-Agrostidion.
La baza desemnării sitului se află mai multe specii protejate:
- păsări (1): barză albă (Ciconia ciconia)
- reptile (1): Emys trinacris

Pe lângă speciile protejate, pe teritoriul sitului au mai fost identificate 16 specii de plante, 1 specie de păsări, 4 specii de amfibieni, 19 specii de nevertebrate, 5 specii de reptile.